# Роберсон, Андре
Андре Ли Роберсон англ. André Lee Roberson; родился 4 декабря 1991 года в городе Лас-Крусес, штат Нью-Мексико, США) — американский профессиональный баскетболист, играющий на позициях лёгкого форварда и тяжёлого форварда.

## Школа
Андре Роберсон окончил среднюю школу Карены Вагнер в окрестностях Сан-Антонио. В выпускном классе он в среднем за игру набирал 15 очков, делал 12 подборов и ставил 1,7 блок-шотов. Согласно скаутскому рейтингу ESPN.com среди школьников в 2010 году Роберсон занимал 62 место на позиции мощного форварда.

## Колледж
Андре Роберсон играл за баскетбольную команду колорадского университета в Боулдере. Роберсон, выступающий за «Колорадо Буффалос» в течение трёх сезонов, считался одним из лучших подбирающих игроков студенческого баскетбола США. Он был в списке лидеров NCAA первого дивизиона по подборам: на 3-м месте в сезоне 2011/2012 и на 2-м месте в сезоне 2012/2013. Андре выводил «Буффалос» в мужские баскетбольные турниры первого дивизиона NCAA 2012 и 2013 годов. На третьем курсе он в среднем за игру делал дабл-дабл из 10,9 очков и 11,2 подборов. В 2013 года Андре Роберсона назвали Лучшим оборонительным игроком конференции Pac-12. По окончании сезона 2012/2013 Адре заявил, что выставляет свою кандидатуру на драфт НБА.

## Карьера в НБА
27 июня 2013 года на драфте НБА 2013 года Андре Роберсон был выбран под общим 26-м номером командой Миннесота Тимбервулвз, но права с драфта на него были обменяны в «Оклахома-Сити Тандер» в тот же день. После выступления в Летней лиги НБА 2013 года 12 июля 2013 года подписал контракт с «Тандер». В течение сезона 2013/2014 неоднократно выступал за команду лиги развития НБА «Талса 66».

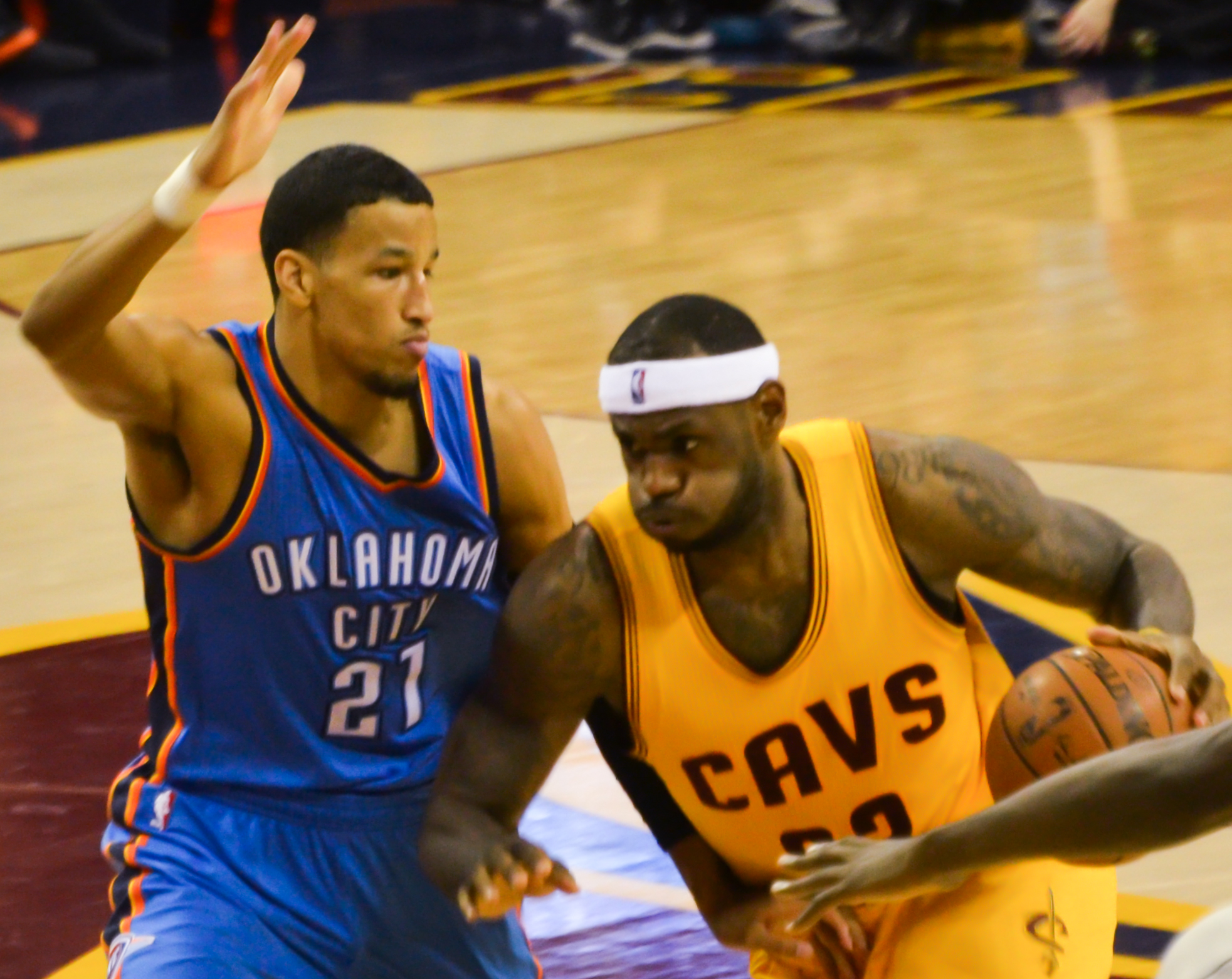
Андре Роберсон защищается против Леброна Джеймса в январе 2015 года

 В июле 2014 года играл в летней лига НБА 2014 года. 22 октября 2014 года «Оклахома-Сити Тандер» воспользовалось опцией и продлила контракт с Андре на сезон 2015/2016. Роберсон провёл сезон за «Тандер» на позиции стартового атакующего защитника. 18 декабря 2014 года он сделал первый дабл-дабл в НБВ из 10 очков и 12 подборов в матче против «Голден Стэйт Уорриорз». 9 февраля 2015 года в поединке против «Денвер Наггетс» Андре Роберсон набрал для себя рекордные 12 очков.
23 октября 2015 года «Оклахома-Сити Тандер» воспользовалось опцией и продлила контракт с Андре на сезон 2016/2017. В сезоне 2015/2016 он также провел в стартовом составе на позиции атакующего защитника. 23 декабря 2015 года Андре Роберсон в матче против «Лос-Анджелес Лейкерс» обновил свй рекорд результативности до 15 очков. 25 января 2016 года у него было диагностировано растяжение правого коленного сустава. Он вернулся на площадку 24 февраля после пропуска 10 игр. В четвёртом матче финала западной конференции против «Голден Стэйт Уорриорз» Андре Роберсон впервые в карьере набрал 17 очков, к которым добавил 12 подборов. Победу во встречи одержала «Оклахома-Сити Тандер» со счетом 118 на 94, которая повела в серии три один. Но «Тандер» проиграли серию «Уорриорз» в семи матчах.
Перед стартом сезона 2016/2017 Андре Роберсон перешёл на позицию лёгкого форварда. «Оклахома-Сити Тандер» потеряла Кевина Дюранта и приобрела Виктора Оладипо. 24 февраля 2017 года в поединке против «Лос-Анджелес Лейкерс» Андре обновил свой рекорд результативности до 19 очков. По итогам сезона его включили во вторую сборную всех звёзд защиты НБА.
14 июля 2017 года подписал новый контракт на 3 года, по которому получит 30 млн долларов. 27 января 2018 года в матче против «Детройт Пистонс» получил травму — разрыв сухожилия левого надколенника.

## Статистика

### Статистика в НБА
| Сезон                                                                                    | Команда       | Регулярный сезон | Регулярный сезон | Регулярный сезон | Регулярный сезон | Регулярный сезон | Регулярный сезон | Регулярный сезон | Регулярный сезон | Регулярный сезон | Регулярный сезон | Регулярный сезон | Серия плей-офф | Серия плей-офф | Серия плей-офф | Серия плей-офф | Серия плей-офф | Серия плей-офф | Серия плей-офф | Серия плей-офф | Серия плей-офф | Серия плей-офф | Серия плей-офф |
| Сезон                                                                                    | Команда       | GP               | GS               | MPG              | FG%              | 3P%              | FT%              | RPG              | APG              | SPG              | BPG              | PPG              | GP             | GS             | MPG            | FG%            | 3P%            | FT%            | RPG            | APG            | SPG            | BPG            | PPG            |
| ---------------------------------------------------------------------------------------- | ------------- | ---------------- | ---------------- | ---------------- | ---------------- | ---------------- | ---------------- | ---------------- | ---------------- | ---------------- | ---------------- | ---------------- | -------------- | -------------- | -------------- | -------------- | -------------- | -------------- | -------------- | -------------- | -------------- | -------------- | -------------- |
| 2013/14                                                                                  | Оклахома-Сити | 40               | 16               | 10,0             | 48,5             | 15,4             | 70,0             | 2,4              | 0,4              | 0,5              | 0,3              | 1,9              | 2              | 0              | 4,4            | 0,0            | -              | -              | 1,0            | 0,0            | 0,0            | 0,0            | 0,0            |
| 2014/15                                                                                  | Оклахома-Сити | 67               | 65               | 19,2             | 45,8             | 24,7             | 47,9             | 3,8              | 1,0              | 0,8              | 0,4              | 3,4              | Не участвовал  | Не участвовал  | Не участвовал  | Не участвовал  | Не участвовал  | Не участвовал  | Не участвовал  | Не участвовал  | Не участвовал  | Не участвовал  | Не участвовал  |
| 2015/16                                                                                  | Оклахома-Сити | 70               | 70               | 22,2             | 49,6             | 31,1             | 61,1             | 3,6              | 0,7              | 0,8              | 0,6              | 4,8              | 18             | 18             | 26,2           | 46,5           | 32,4           | 40,0           | 5,6            | 0,8            | 1,3            | 1,1            | 5,6            |
| 2016/17                                                                                  | Оклахома-Сити | 79               | 79               | 30,1             | 46,4             | 24,5             | 42,3             | 5,1              | 1,0              | 1,2              | 1,0              | 6,6              | 5              | 5              | 37,1           | 52,2           | 41,2           | 14,3           | 6,2            | 1,8            | 2,4            | 3,4            | 11,6           |
| 2017/18                                                                                  | Оклахома-Сити | 39               | 39               | 26,6             | 53,7             | 22,2             | 31,6             | 4,7              | 1,2              | 1,2              | 0,9              | 5,0              | Не участвовал  | Не участвовал  | Не участвовал  | Не участвовал  | Не участвовал  | Не участвовал  | Не участвовал  | Не участвовал  | Не участвовал  | Не участвовал  | Не участвовал  |
| 2019/20                                                                                  | Оклахома-Сити | 7                | 0                | 12,4             | 27,6             | 21,4             | 50,0             | 3,9              | 0,6              | 0,1              | 0,4              | 2,9              | 1              | 0              | 3,4            | 0,0            | 0,0            | -              | 0,0            | 0,0            | 0,0            | 0,0            | 0,0            |
| 2020/21                                                                                  | Бруклин       | 5                | 0                | 12,6             | 14,3             | 12,5             | 50,0             | 3,0              | 0,8              | 0,6              | 0,2              | 1,2              | Не участвовал  | Не участвовал  | Не участвовал  | Не участвовал  | Не участвовал  | Не участвовал  | Не участвовал  | Не участвовал  | Не участвовал  | Не участвовал  | Не участвовал  |
|                                                                                          | Всего         | 307              | 269              | 22,2             | 47,3             | 25,3             | 46,8             | 4,0              | 0,9              | 0,9              | 0,6              | 4,5              | 26             | 23             | 25,7           | 47,1           | 34,5           | 26,8           | 5,2            | 0,9            | 1,3            | 1,4            | 6,1            |
| Наведите курсор мыши на аббревиатуры в заголовке таблицы, чтобы прочесть их расшифровку. |               |                  |                  |                  |                  |                  |                  |                  |                  |                  |                  |                  |                |                |                |                |                |                |                |                |                |                |                |

### Статистика в Джи-Лиге
| Сезон                                                                                    | Команда              | Регулярный сезон | Регулярный сезон | Регулярный сезон | Регулярный сезон | Регулярный сезон | Регулярный сезон | Регулярный сезон | Регулярный сезон | Регулярный сезон | Регулярный сезон | Регулярный сезон | Серия плей-офф | Серия плей-офф | Серия плей-офф | Серия плей-офф | Серия плей-офф | Серия плей-офф | Серия плей-офф | Серия плей-офф | Серия плей-офф | Серия плей-офф | Серия плей-офф |
| Сезон                                                                                    | Команда              | GP               | GS               | MPG              | FG%              | 3P%              | FT%              | RPG              | APG              | SPG              | BPG              | PPG              | GP             | GS             | MPG            | FG%            | 3P%            | FT%            | RPG            | APG            | SPG            | BPG            | PPG            |
| ---------------------------------------------------------------------------------------- | -------------------- | ---------------- | ---------------- | ---------------- | ---------------- | ---------------- | ---------------- | ---------------- | ---------------- | ---------------- | ---------------- | ---------------- | -------------- | -------------- | -------------- | -------------- | -------------- | -------------- | -------------- | -------------- | -------------- | -------------- | -------------- |
| 2013/14                                                                                  | Талса Сиксти Сиксерс | 17               | 17               | 31,7             | 51,6             | 31,3             | 45,9             | 9,6              | 1,6              | 2,5              | 1,3              | 15,9             | Не участвовал  | Не участвовал  | Не участвовал  | Не участвовал  | Не участвовал  | Не участвовал  | Не участвовал  | Не участвовал  | Не участвовал  | Не участвовал  | Не участвовал  |
| 2022/23                                                                                  | Оклахома-Сити Блю    | 14               | 0                | 19,4             | 52,3             | 15,4             | 44,4             | 5,5              | 1,3              | 1,5              | 0,7              | 5,4              | Не участвовал  | Не участвовал  | Не участвовал  | Не участвовал  | Не участвовал  | Не участвовал  | Не участвовал  | Не участвовал  | Не участвовал  | Не участвовал  | Не участвовал  |
|                                                                                          | Всего                | 14               | 0                | 19,4             | 52,3             | 15,4             | 44,4             | 5,5              | 1,3              | 1,5              | 0,7              | 5,4              | Не участвовал  | Не участвовал  | Не участвовал  | Не участвовал  | Не участвовал  | Не участвовал  | Не участвовал  | Не участвовал  | Не участвовал  | Не участвовал  | Не участвовал  |
| Наведите курсор мыши на аббревиатуры в заголовке таблицы, чтобы прочесть их расшифровку. |                      |                  |                  |                  |                  |                  |                  |                  |                  |                  |                  |                  |                |                |                |                |                |                |                |                |                |                |                |

### Статистика в NCAA
| Сезон | Команда  | Conf   | Class | GP  | GS | MPG  | FG%  | 3P%  | FT%  | RPG  | APG | SPG | BPG | PPG  |
| --- | -------- | ------ | ----- | --- | -- | ---- | ---- | ---- | ---- | ---- | --- | --- | --- | ---- |
| 2010/11 | Колорадо | Big 12 | FR    | 38  | 0  | 22,3 | 58,0 | 34,3 | 55,3 | 7,8  | 0,9 | 1,3 | 1,1 | 6,7  |
| 2011/12 | Колорадо | Pac-12 | SO    | 36  | 35 | 30,2 | 51,0 | 38,0 | 61,4 | 11,1 | 1,2 | 1,3 | 1,9 | 11,6 |
| 2012/13 | Колорадо | Pac-12 | JR    | 31  | 30 | 33,4 | 48,0 | 32,8 | 55,1 | 11,2 | 1,4 | 2,2 | 1,3 | 10,9 |
| Всего | Всего    | Всего  | Всего | 105 | 65 | 28,3 | 51,6 | 35,0 | 58,2 | 10,0 | 1,1 | 1,6 | 1,4 | 9,6  |
| Наведите курсор мыши на аббревиатуры в заголовке таблицы, чтобы прочесть их расшифровку Статистика приведена с сайта sports-reference.com |          |        |       |     |    |      |      |      |      |      |     |     |     |      |